# Civilización sao

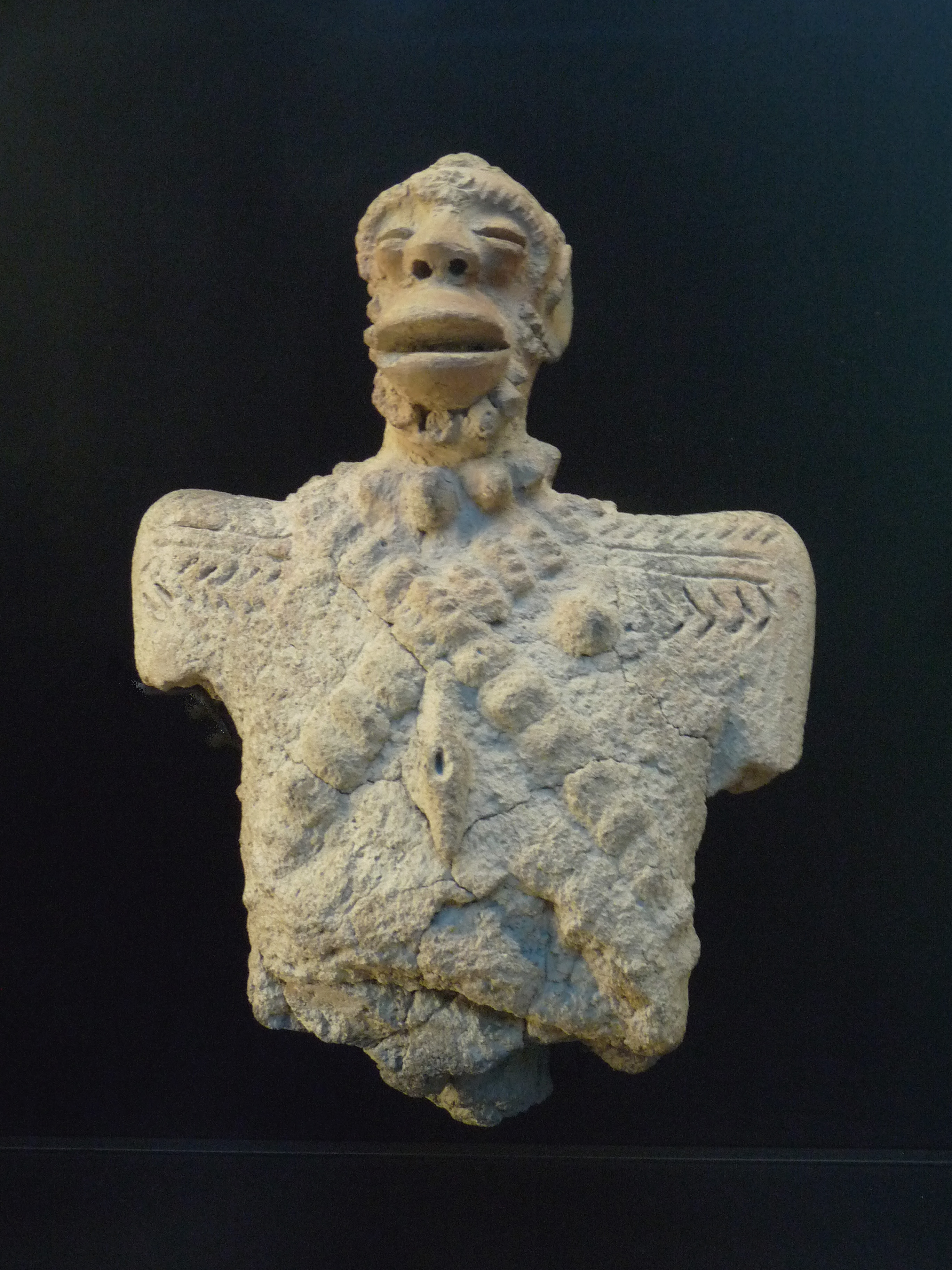
Figura antropomórfica

La civilización sao floreció en África Central entre los siglos XI a. C. y XVI d. C. Los sao vivieron alrededor del lago Chad y del río Chari en territorio de los actuales Camerún y Chad, siendo los primeros pobladores de los que se tiene constancia en Camerún. En algún momento alrededor del siglo XVI, la conversión al islam alteró la identidad cultural sao y hoy en día varios grupos étnicos del norte de Camerún y el sur de Chad, particularmente los sara y kotoko, afirman ser sus descendientes.

## Historia
La civilización sao parece haber empezado en el siglo XI a. C. y hacia el final del primer milenio a. C. se extendían a lo largo del lago Chad y el río Chari. Los historiadores creen que pueden tener su origen en el valle del Nilo, basándose en la tradición oral y los hallazgos arqueológicos. Tres teorías principales han sido propuestas. La primera los considera descendientes de los hicsos, que habían conquistado el Antiguo Egipto y se trasladaron al sur en varias oleadas bajo presión de invasores. Otras teorías los asocian a emigrantes que escapaban de la conquista asiria de finales del siglo VII a. C.
Entre los siglos VII y VIII, los nómadas que llegan a la región de Kanem se encuentran una civilización negra sao a la que se enfrentan. Se estableció así una clase dominante encabezada por la dinastía Sefuwa con capital en Anjimi, junto al lago Chad. Se produce un mestizaje entre ambas poblaciones y una colonización kanembu en la zona, retirándose los sao hacia el interior de la cuenca. Aun así, algunos autores consideran que las ciudades-estado sao alcanzaron su máximo esplendor entre los siglos IX y XV d. C. Las crónicas Kanem-Bornu registran hasta cuatro monarcas sefuwa muertos en combate contra los sao, dos de ellos luchando contra la ciudad sao de Ghaliwa.
A partir del siglo XI, la presión kanem aumenta a medida que se asienta y expande el nuevo Imperio Kanem-Bornu. Hacia el siglo XIV, el rey bornu Idris Aluma emprende una campaña deliberada con los asentamientos sao, destruyéndolos, prohibiendo su repoblación y condenando así a morir de hambre a numerosos sao. Las fuentes bornu, como las crónicas de Ibn Furtu recogen estas guerras y el nombre de algunas ciudades sao como Damasak, que en aquel entonces tenía cierta preeminencia religiosa.
A pesar de que algunos académicos estiman que la civilización sao perduró al sur del lago Chad hasta el siglo XIV o XV, la opinión mayoritaria es que dejaron de ser una cultura separada en algún momento del siglo XVI y fueron asimilados durante la expansión del Imperio Bornu. Diversas poblaciones como los kotoko se consideran a sí mismo herederos de las antiguas ciudades sao.

## Cultura
La cultura y organización política sao son en buena parte desconocidas. Los sao vivían en asentamientos amurallados (origen del nombre sao, a través de un exónimo kanuri) mediante muros de tapial con 3,5-4 metros de espesor, dentro de los que se agrupaban las cabañas junto a las fuentes de agua. Eran agricultores y pescadores y, a juzgar por los esqueletos encontrados, de elevada estatura.
Los artefactos sao muestran que eran artesanos especializados en bronce, cobre, y hierro. Los hallazgos incluyen esculturas de bronce y estatuas de figuras humanas y animales en terracota, monedas, urnas funerarias, utensilios domésticos, joyas, cerámica decorada y lanzas. La mayoría de los hallazgos arqueológicos se encuentran al sur del lago Chad. 

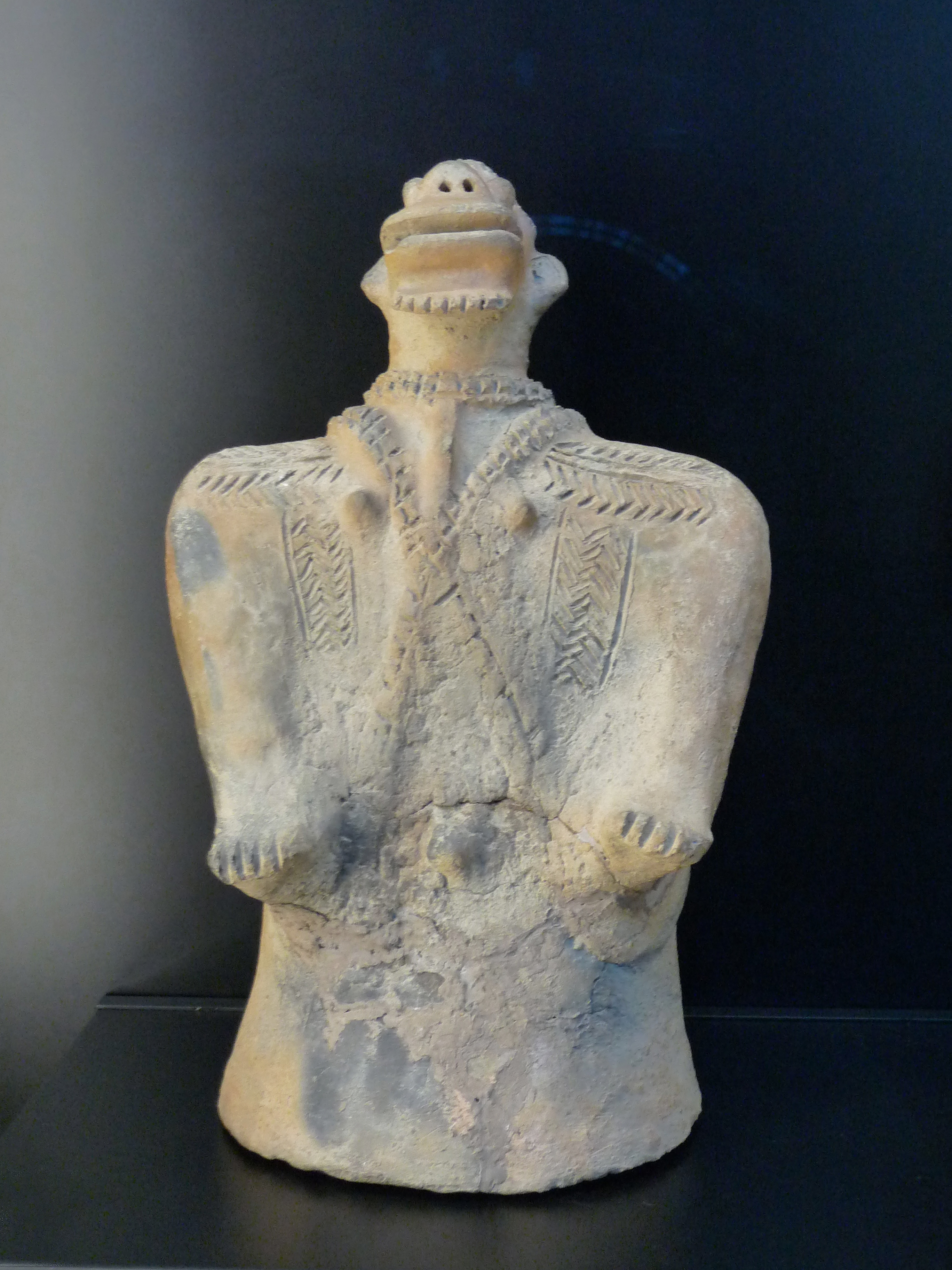
Persona con barba Museo del muelle Branly - Jacques Chirac
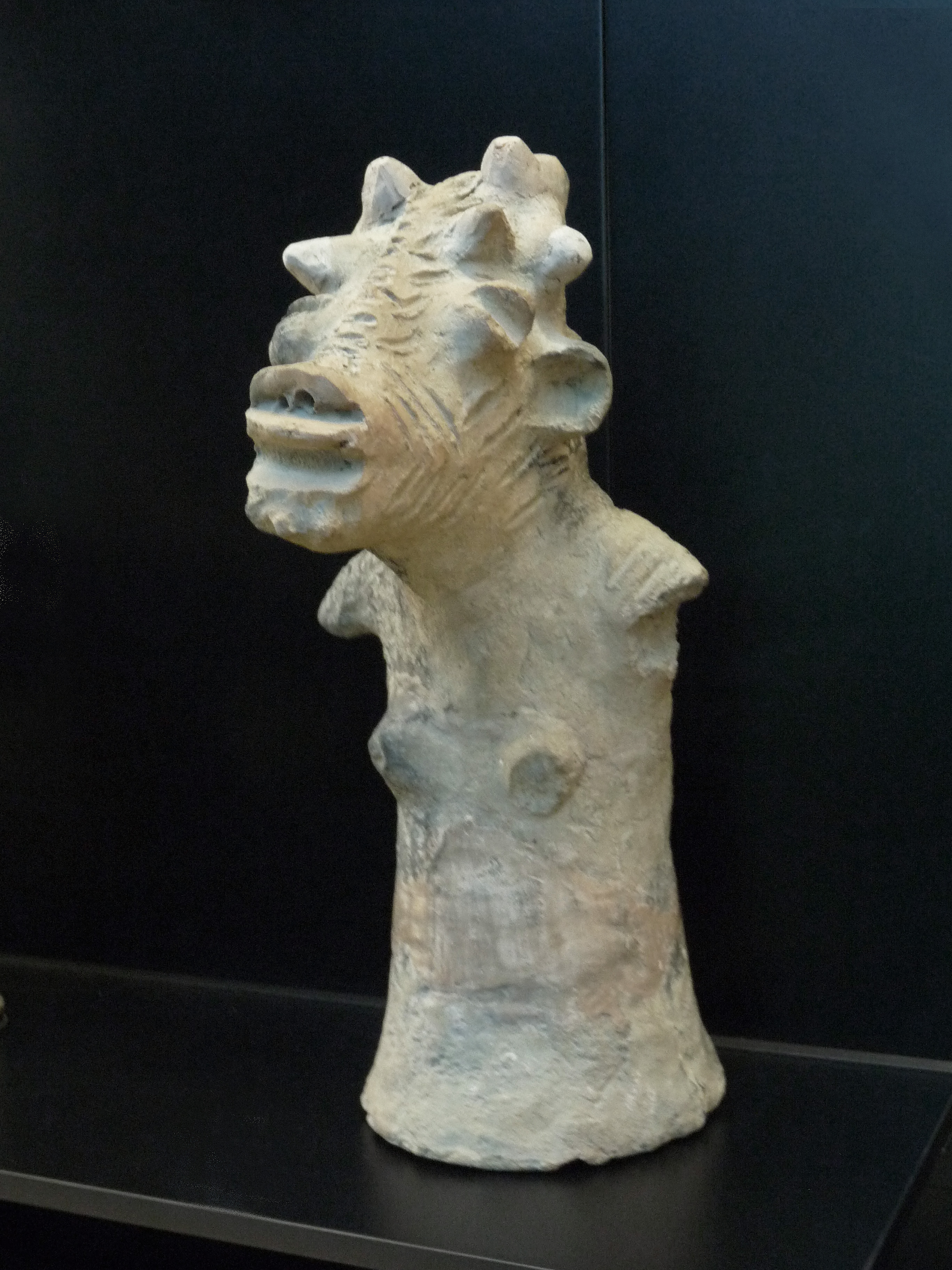
Bailarín con máscara Museo del muelle Branly - Jacques Chirac
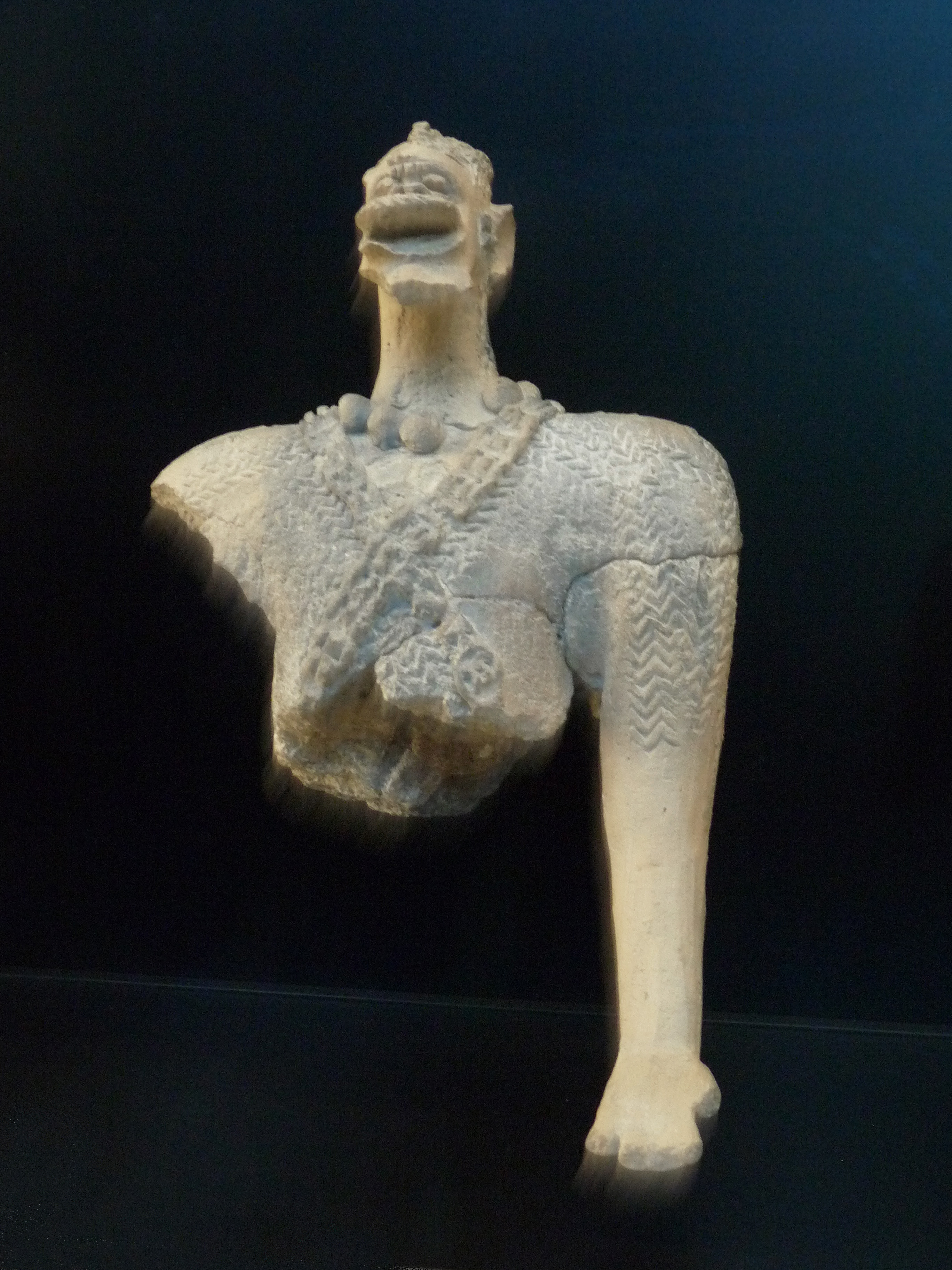
Busto Museo del muelle Branly - Jacques Chirac
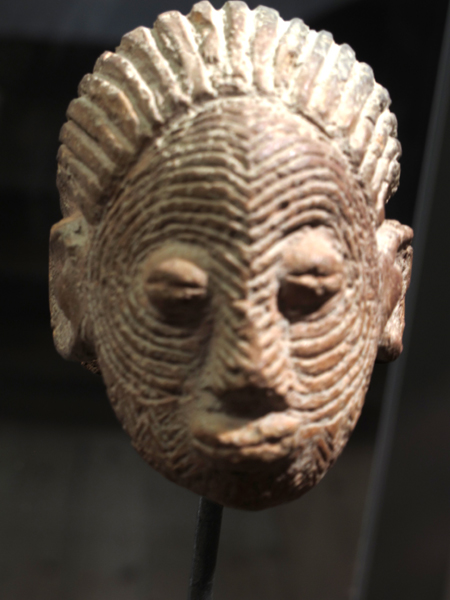
Cabeza sao, siglo IX-XI Museo de historia natural de La Rochelle

Las historias orales aportan más detalles, apuntando a que los sao forman varios clanes patrilineales que compartían lengua, identidad étnica y religión. En dicha tradición, los sao suelen ser descritos como gigantes guerreros que conquistaron a sus vecinos. Las mujeres usaban un palpo labial, no estando claro si era un mecanismo moderno para hacerlas menos atractivas a los cazadores de esclavos provenientes del norte o una forma de diferenciación sexual. Los sao practicaban un culto a los ancestros y adoraban también a espíritus del agua y tótems.

## Legado
Varios grupos étnicos en la cuenca del Chad, como los buduma, gamergu, kanembu, kotoko, massa y musgum afirman descender de los sao. Lebeuf apoya esta conexión y ha identificado símbolos sao en obras de arte de los guti y tukuri, subgrupos de los logone-birni.  Los bakoko y beti de Camerún, los peuls y laobes de patronómico sou son también considerados descendientes de los sao. A pesar de sus siglos de historia islámica, mantienen prácticas tradicionales incompatibles con el islam ortodoxo como el culto al espíritu del agua, a ciertos árboles y piedras. Hoy en día esos grupos se reparten entre Camerún, Nigeria y Chad.
Son considerados un parte de la identidad histórica chadiana, siendo famosa la frase de André Malraux: «Señor presidente, los sao son vuestros galos».